# Chicoreus palmarosae
Chicoreus palmarosae (synoniem: Triplex palmarosae) is een in zee levende slakkensoort die behoort tot de familie Muricidae.

## Kenmerken
De schelp van Chicoreus palmarosae kan 110 millimeter lang worden. De dieren zijn carnivoor.

## Voorkomen en verspreiding
Chicoreus palmarosae leeft in ondiep warm water op rotsbodem en koraalriffen (sublitoraal) rondom de Filipijnen.